# Мухаджирство

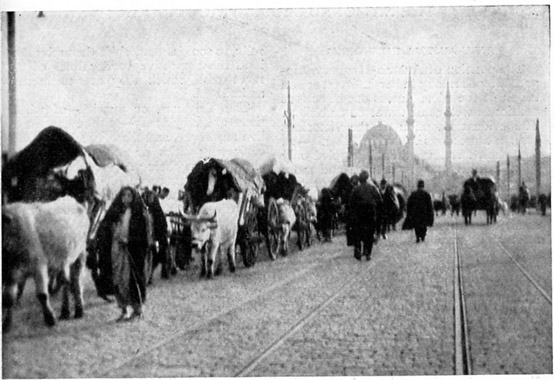
Прибытие балканских мухаджиров в Стамбул. 1912 г.

Мухаджи́рство — массовое и целенаправленное, нередко вынужденное, переселение мусульманских общин в мусульманскую страну из стран, где мусульмане являются религиозным меньшинством, становятся им в результате военных действий (например, аннексия мусульманской территории христианским государством), подвергаются каким-либо формам религиозной дискриминации.
Идея переселения (хиджра) имеет в исламе теологический контекст и связывается с разделением всего мира на дар аль-ислам (территория ислама) и дар аль-куфр (территория неверия).

## Этимология
Мухаджиры (араб. المهاجرون‎ букв. «переселенцы») — имя действия, происходящее из арабского языка от слова хиджра — переселение.
Первоначально, когда ещё жив был пророк, мединских мусульман называли «ансары» (что означает «помощники»), а мусульман, которые переселились из Мекки, называли «мухаджиры» (что означает «переселенцы»), лишь через время этот термин распространился на всех мусульман — «переселенцев» (из любых других мест).

## Примеры
В современном контексте этот термин применяется к различным массовым переселениям мусульман с территорий, контролируемых немусульманским большинством или правительством. В исторической литературе термин связан со следующими событиями:
- Мухаджир — переселенцы в город Ясриб (будущая Медина) из города Мекка под предводительством пророка Мухаммеда, первые сторонники ислама, вынужденные бежать от преследований язычников[1].
- Мусульмане Хорезма, бежавшие в другие мусульманские страны после завоевания Средней Азии ордами Чингисхана[1]. Одним из таких переселенцев был поэт Джалаладдин Руми, переселившийся из Афганистана в государство турок-сельджуков.
- Мавры, добровольно или вынужденно переселившиеся из Испании в страны Магриба после завершения Реконкисты[1]. Смотри Мориски.
- Мухаджирство в Османской империи
  - Крымские татары, массово переселившиеся в Османскую империю после присоединения Россией Крымского ханства в 1783 году[1].
  - Мусульмане Кавказа, в XIX веке насильно выселенные в Османскую империю при помощи русских войск в результате Кавказской войны[1]. Подробнее смотри Мухаджирство на Северном Кавказе, Черкесское мухаджирство.
  - Балканские мусульмане (турки, албанцы, бошняки, цыгане, помаки, греки-мусульмане и другие), выехавшие в Турцию в 1878—1923 годах в связи с потерей Османской империей территорий в Восточной и Южной Европе[1].
- Часть религиозного мусульманского населения Средней Азии после полного установления в 1924 году там советской власти и нача́ла массовых гонений на религию и ислам в частности, на протяжении 1920-х и 1930-х годов бежала в основном в Королевство Афганистан (преимущественно на север страны) и частично в пехлевийский Иран (в северо-восточные оста́ны), Китайскую республику (в Восточный Туркестан) и Британскую Индию (в пакистанскую часть).
- Мухаджиры (Индия) — мусульмане Индии, переселившиеся в Пакистан в середине XX века в результате раздела Британской Индии[1].
- Палестинские арабы, покинувшие занятые израильской армией территории в течение XX века и проживающие преимущественно в сопредельных странах.
- Афганцы, бежавшие из Афганистана в Иран и Пакистан (часть из них далее переехала в Саудовскую Аравию, США, Турцию, Канаду и Европу) после ввода советских войск в 1979 году. Смотрите статью Афганская война (1979—1989)